# إيتشي (أصفهان)
إيتشي هي قرية في مقاطعة أصفهان، إيران. عدد سكان هذه القرية هو 1,446 في سنة 2006.